# Musée du 4 juillet
Le musée du 4 juillet (en serbe cyrillique : Музеј 4. јули ; en serbe latin : Muzej 4. juli) est un ancien musée situé à Belgrade, en Serbie, dans la municipalité de Savski venac. Il est lié au souvenir du 4 juillet 1941, date à laquelle les Partisans communistes de Josip Broz Tito décidèrent de se lancer dans la résistance contre l'occupant nazi. Le bâtiment, construit en 1934, est inscrit sur la liste des monuments culturels d'importance exceptionnelle de la république de Serbie et sur la liste des biens culturels de la ville de Belgrade.

## Présentation

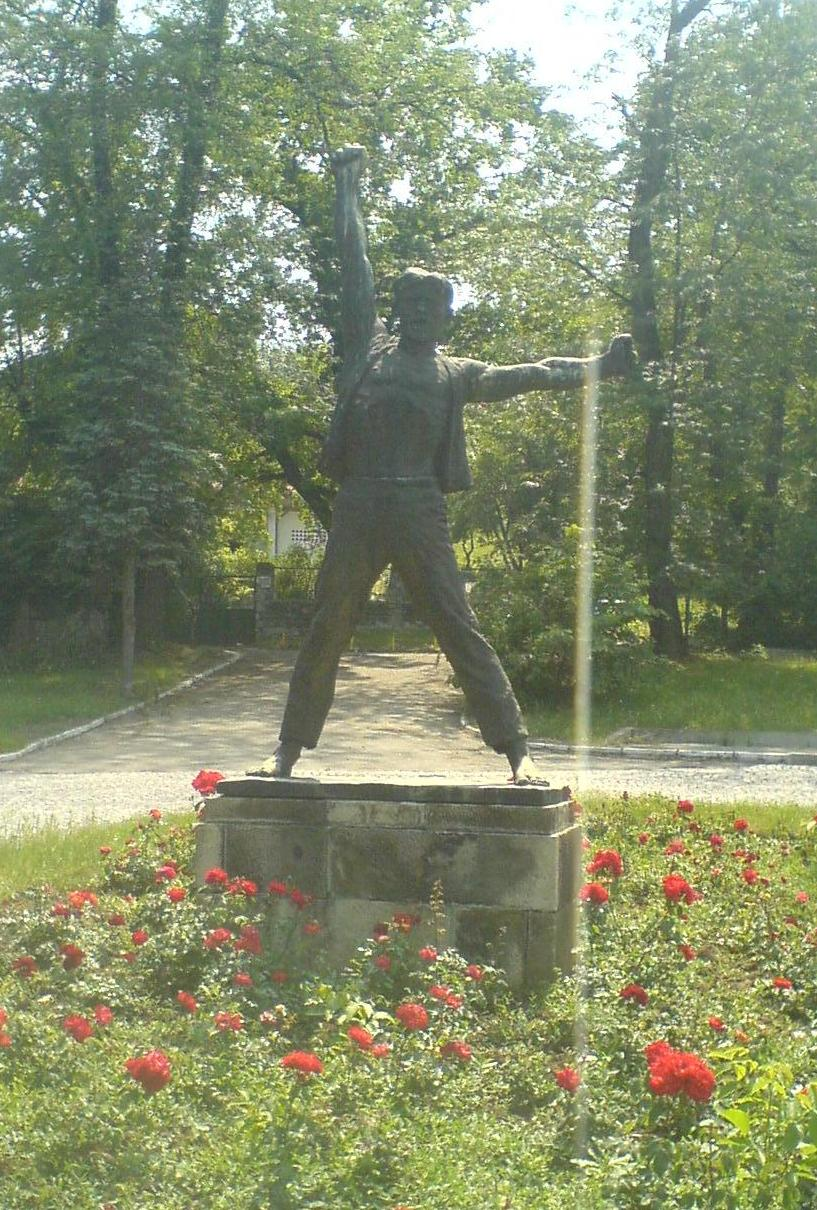
L'Appel aux armes par Vojin Bakić

Le bâtiment a été construit en 1934 pour Vladislav C. Ribnikar, le directeur du journal Politika. Dès avant la Seconde Guerre mondiale, un abri souterrain fut creusé dans la cour arrière de la maison, tandis que le bâtiment lui-même était réorganisé pour y accueillir des activités illégales. De fait, pendant les premières années de la guerre, la maison abrita des clandestins et le Bulletin du Haut commandement des Partisans y fut publié. Elle a servi de cachette à des immigrants illégaux comme Edvard Kardelj, Vladimir Dedijer ou Ivo Lola Ribar et, à l'étage, se trouvait une pièce qui servait de bureau à Josip Broz Tito. La maison doit une partie de sa notoriété au fait que, le 4 juillet 1941, le bureau politique du Parti communiste de Yougoslavie y a pris la décision de lancer la résistance contre l'occupant nazi.
En 1943, Vladislav Ribnikar et sa femme Jara prirent leur distance avec les Partisans ; leur maison fut confisquée et fut occupée par des officiers nazis. À la libération, les Allemands quittèrent la maison, après l'avoir vidée et gravement endommagée. La famille Ribnikar fit don du bâtiment à la Ligue des communistes de Yougoslavie pour en faire un mémorial. Le Musée du 4 juillet ouvrit ainsi ses portes le 1er mai 1950 et poursuivit ses activités jusqu'en 2000.
Sur la maison, une place commémorative a été apposée et, devant elle, a été placée L'Appel aux armes, une œuvre du sculpteur Vojin Bakić.

## Future destination
Après la fermeture du musée, la propriété est revenue à la famille Ribnikar. En 2003, le Fond Ribnikar a décidé de se servir du bâtiment pour en faire un musée de Politika et de la Presse serbe,.